# Blasdell
Blasdell es una villa ubicada en el condado de Erie en el estado estadounidense de Nueva York. En el año 2000 tenía una población de 2 718 habitantes y una densidad poblacional de 912 personas por km².

## Geografía
Blasdell se encuentra ubicada en las coordenadas 42°47′42″N 78°49′41″O / 42.79500, -78.82806.

## Demografía
Según la Oficina del Censo en 2000 los ingresos medios por hogar en la localidad eran de $35 613, y los ingresos medios por familia eran $43 846. Los hombres tenían unos ingresos medios de $37 500 frente a los $22 917 para las mujeres. La renta per cápita para la localidad era de $17 925. Alrededor del 6,4% de la población estaban por debajo del umbral de pobreza.